# Кубок світу з тріатлону 2019
Кубок світу з тріатлону 2019 — це сімнадцять окремих офіційних турнірів, що проходили під егідою Міжнародної федерації тріатлону.

## Календар
| Дата           | Місто         | Країна                   | Дистанція   | Примітка |
| -------------- | ------------- | ------------------------ | ----------- | -------- |
| 9-10 лютого    | Кейптаун      | ПАР                      | спринт      |          |
| 16-17 березня  | Мулулаба      | Австралія                | спринт      |          |
| 30-31 березня  | Нью-Плімут    | Нова Зеландія            | спринт      |          |
| 4-5 травня     | Мадрид        | Іспанія                  | спринт      |          |
| 11-12 травня   | Ченду         | КНР                      | суперспринт |          |
| 17-18 травня   | Кальярі       | Італія                   | спринт      |          |
| 8-9 червня     | Уатулько      | Мексика                  | спринт      |          |
| 15-16 червня   | Астана        | Казахстан                | стандартна  |          |
| 22-23 червня   | Антверпен     | Бельгія                  | спринт      |          |
| 13-14 липня    | Тисауйварош   | Угорщина                 | спринт      |          |
| 24-25 серпня   | Карлові Вари  | Чехія                    | стандартна  |          |
| 7-8 вересня    | Баньолес      | Іспанія                  | спринт      |          |
| 21-22 вересня  | Вейхай        | КНР                      | стандартна  |          |
| 19-20 жовтня   | Тхоньєн       | Південна Корея           | спринт      |          |
| 26-27 жовтня   | Міядзакі      | Японія                   | стандартна  |          |
| 2-3 листопада  | Ліма          | Перу                     | спринт      |          |
| 9-10 листопада | Санто-Домінго | Домініканська Республіка | стандартна  |          |

## Переможці
| Дата           | Місто         | Чоловіки         | Жінки            | Примітка |
| -------------- | ------------- | ---------------- | ---------------- | -------- |
| 9-10 лютого    | Кейптаун      | Алекс Ї          | Ай Уеда          | [ 1 ]    |
| 16-17 березня  | Мулулаба      | Тайлер Миславчук | Ешлі Джентлі     | [ 2 ]    |
| 30-31 березня  | Нью-Плімут    | Люк Вільян       | Анджеліка Ольмо  | [ 3 ]    |
| 4-5 травня     | Мадрид        | Юстус Нішлаг     | Емілія Мор'є     | [ 4 ]    |
| 11-12 травня   | Ченду         | Меттью Гозер     | Лаура Ліндеманн  | [ 5 ]    |
| 17-18 травня   | Кальярі       | Алістер Браунлі  | Софі Колдвелл    | [ 6 ]    |
| 8-9 червня     | Уатулько      | Тайлер Миславчук | Саммер Раппапорт | [ 7 ]    |
| 15-16 червня   | Астана        | Меттью Гозер     | Ай Уеда          | [ 8 ]    |
| 22-23 червня   | Антверпен     | Тейлер Рід       | Ліза Терч        | [ 9 ]    |
| 13-14 липня    | Тисауйварош   | Елі Геммінг      | Емма Джеффкоут   | [ 10 ]   |
| 24-25 серпня   | Карлові Вари  | Самуель Дікінсон | Вендула Фрінтова | [ 11 ]   |
| 7-8 вересня    | Баньолас      | Венсан Луї       | Лаура Ліндеманн  | [ 12 ]   |
| 21-22 вересня  | Вейхай        | Жуан Сілва       | Жюлі Деррон      | [ 13 ]   |
| 19-20 жовтня   | Тхоньєн       | Меттью Макілрой  | Сандра Доде      | [ 14 ]   |
| 26-27 жовтня   | Міядзакі      | Меттью Макілрой  | Ай Уеда          | [ 15 ]   |
| 2-3 листопада  | Ліма          | Маноель Мессіас  | Ай Уеда          | [ 16 ]   |
| 9-10 листопада | Санто-Домінго | Меттью Макілрой  | Андреа Г'юїтт    | [ 17 ]   |